# Джейкоб Рей Моулд
Джейкоб Рей Моулд (англ. Jacob Wrey Mould 8 серпня 1825, Чізлхерст, Кент — 14 червня 1886, Нью-Йорк) — британський і американський архітектор. Найбільшу популярність здобув завдяки внеску у створення Центрального парку в Нью-Йорку. Один із засновників Американського інституту архітекторів (1857).

## Біографія

### Європейський період
Народився 8 серпня 1825 в місті Чізлхерсті, графстві Кент. Після закінчення в 1842 році Королівського коледжу Лондона став учнем архітектора Овена Джонса; разом із ним два роки вивчав мавританське мистецтво в іспанській Альгамбрі. Спільно з Джонсом спроєктував турецький кабінет у Букінгемському палаці й взяв участь у поліхромному оформленні Кришталевого палацу, побудованого для Всесвітньої виставки 1851 року. Ілюстрував дві найважливіші роботи свого вчителя: «Grammar of Ornament» і «Alhambra». Працюючи з іншим відомим архітектором — Льюїсом Вальямі (Lewis Vulliamy), спроєктував парадні сходи в лондонському маєтку Дорчестер-хаус.

### Перші проєкти в Нью-Йорку
У 1853 році Моулд прийняв запрошення конгресмена Мозеса Гриннелла переїхати в Нью-Йорк, де він повинен був побудувати унітарну Церкву Всіх Святих (англ. All Souls Unitarian Church. Ця будівля у візантійському стилі, вирізняється своїм поліхромним червоно-білим цегляним облицюванням, була закінчена в 1855 році та розташовувалася на розі Четвертої авеню і 20-ї вулиці. Під час виконання замовлення Моулд познайомився з Калверт Воксом, одним із двох (поряд із Фредеріком Олмстеддом) переможців конкурсу на створення дизайну майбутнього Центрального парку. Ще на стадії написання конкурсної роботи Моулд створив для неї кілька зображень, а після призначення Олмстеда і Вокса головними архітекторами будівництва був призначений помічником останнього.

### Центральний парк

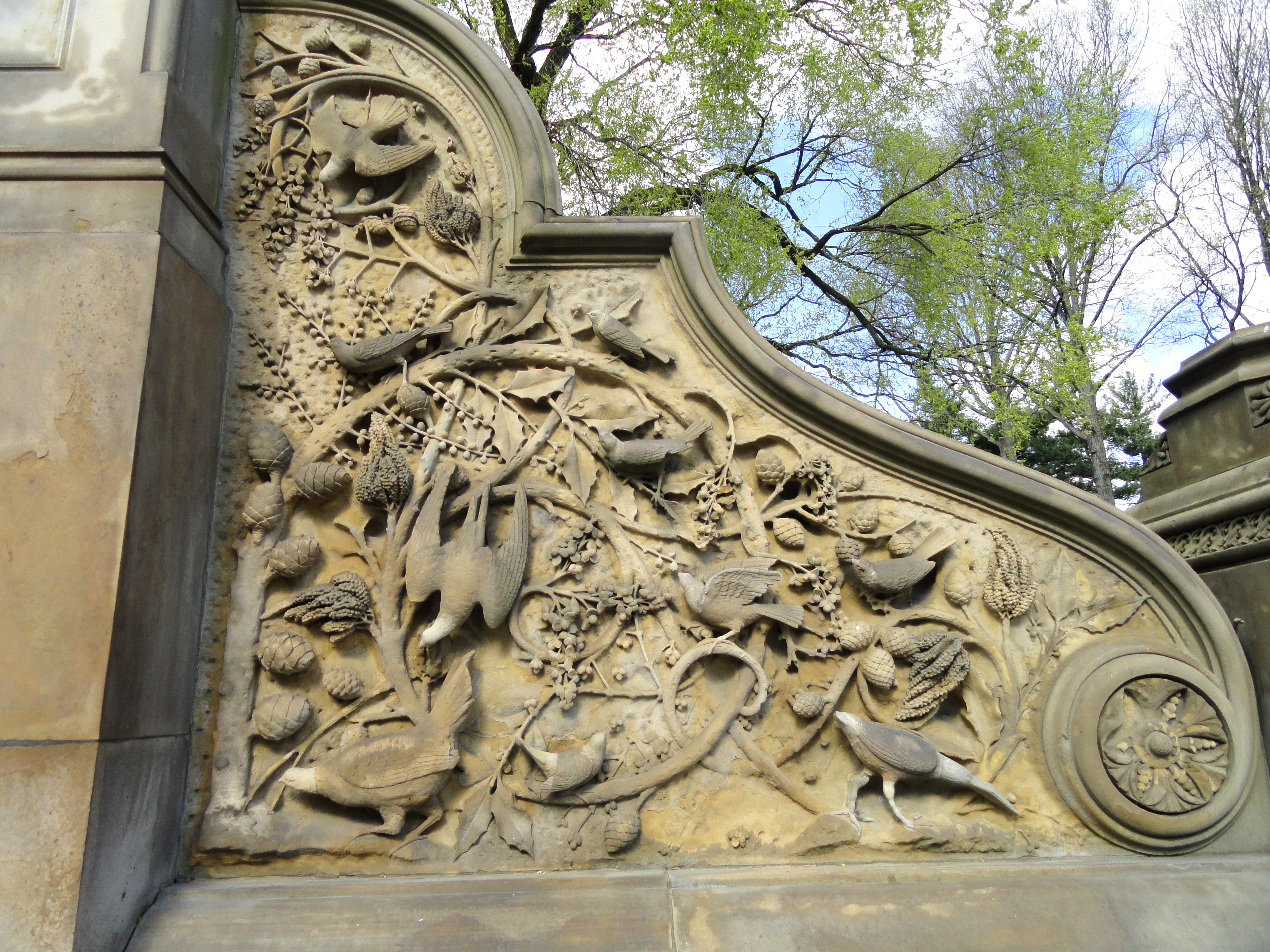
Стійки перил бічних сходів тераси

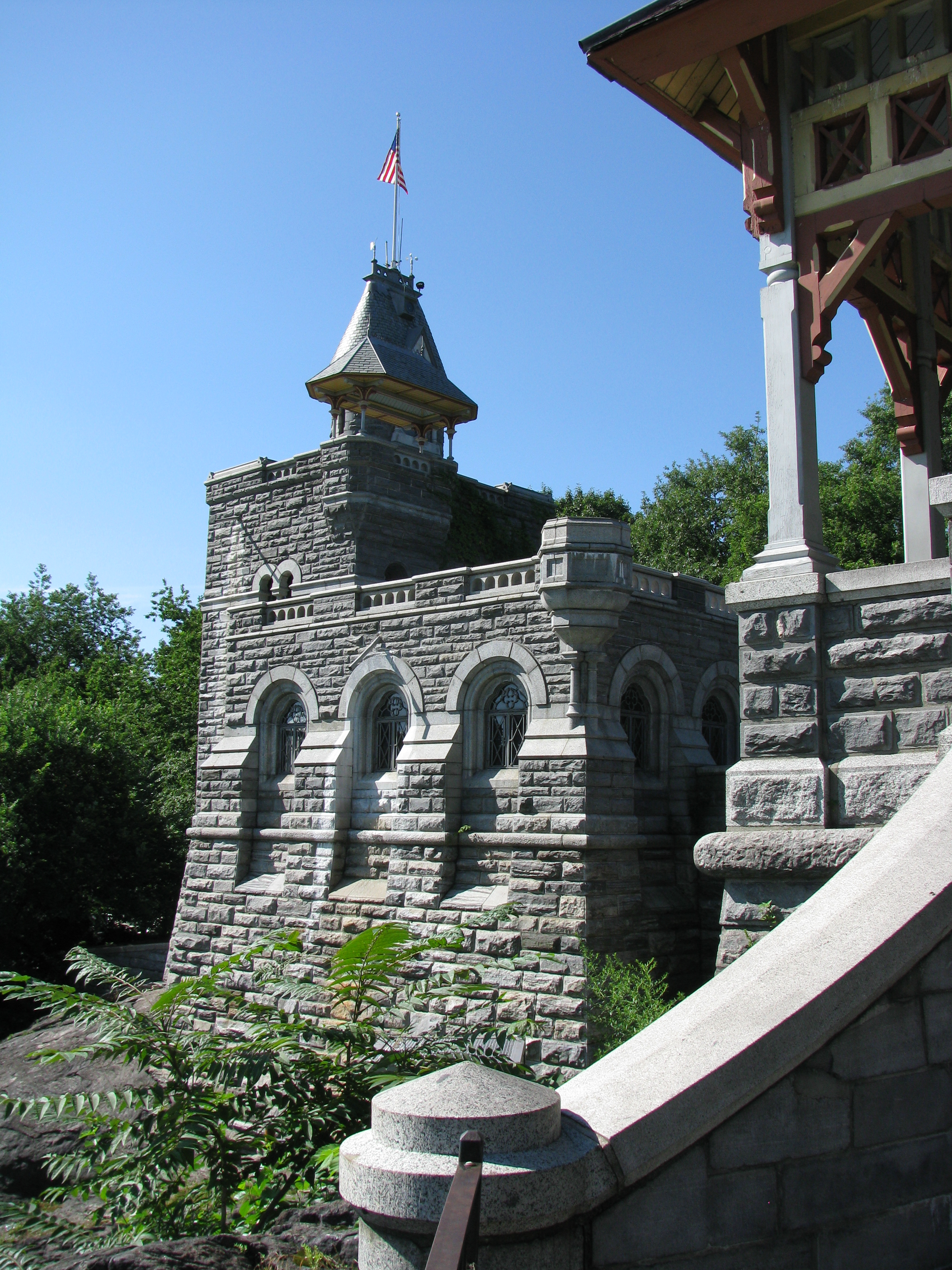
Стіни Замку Бельведер

Працюючи в парі з Воксом, Моулд брав участь у проєктуванні та будівництві більшості архітектурних споруд Центрального парку того часу, в тому числі тераси Бетесда, замку Бельведер і павільйону молочних продуктів (The Dairy), а також майже всіх мостів. На особливу увагу заслуговують різьблені композиції Моулда на кам'яних колонах і огорожах тераси, кожна з яких є самостійним твором мистецтва. На балюстраді бічних сходів цієї споруди художник створив горельєфні зображення тварин і рослин у певні пори року. Кожен стовпчик тераси також прикрашений різьбленою композицією з будь-яким алегоричним зображенням: наприклад, півня, що кричить, сови, відьми на мітлі, відкритої Біблії, снопи пшениці або соснової шишки. Інше важливе творіння Моулда — оформлення аркадного залу тераси, що з'єднує верхній і нижній рівні. Майстер прикрасив стелю приміщення кахлями з химерним візерунком, виготовленими британською компанією Mintons. Стіни залу розділили на неглибокі ніші й прикрасили мозаїчним орнаментом у вигляді арабесок.
Два об'єкти Центрального парку Моулд спроєктував самостійно: кошару та оркестрову естраду. Цегляна напівкругла будівля загальною площею 23 тис. кв. футів (близько 2150 кв. м.) для утримання овець, які пасуться на сусідньому лузі, а також пастуха і його сім'ї, була побудована в 1870 році. Незважаючи на своє утилітарне призначення, споруда — зразок класичної вікторіанської архітектури: крутий сталевий дах, башточки та позолочені металеві конструкції свідчать про переважання в ній неоготичного стилю. Характерний вид будівлі надають стіни з пресованої червоної цегли з вкрапленням блакитного піщанику і полірованого граніту. Вівці містилися в Центральному парку в декоративних цілях з 1864 по 1934 рік, а після їх транспортування в Проспект-парк і часткової перебудови (деякі башточки демонтували) будівля була перетворена у ресторан Tavern on the Green.
У 1862 році Моулд створив креслення музичного павільйону у вигляді шестигранної пагоди на плавучій платформі, на якій, на думку Олмстеда, повинен був розміститися музичний колектив. В остаточному підсумку цей павільйон або естрада в неомавританскому стилі, на якій спочатку виконував музичні твори оркестр Додворта (Dodworth's orchestra), була встановлена в північній частині парадної алеї неподалік від тераси. Створена переважно з чавуну, вона показала характерне для Моулда буяння фарб: золотисто-жовті, червоні та коричневі кільця в підставі поєднувалися з дахом кольору індиго і золотистим куполом. Естрада протягом довгого часу була популярною проте в 1923 році її замінили на сучаснішу акустичну раковину, нині відому як Naumburg Bandshell (Раковина Наумбурга). Нині частково відновлене творіння Моулда встановлено на західному березі озера, на мисі Hernshead. Частина проєктів Моулда так і залишилася реалізованою лише на папері: паркова оранжерея (на місці, де пропонувалося її поставити, нині знаходиться ставок Conservatory Water), будівля зоопарку, стайня і ремонтна майстерня.

### Музеї

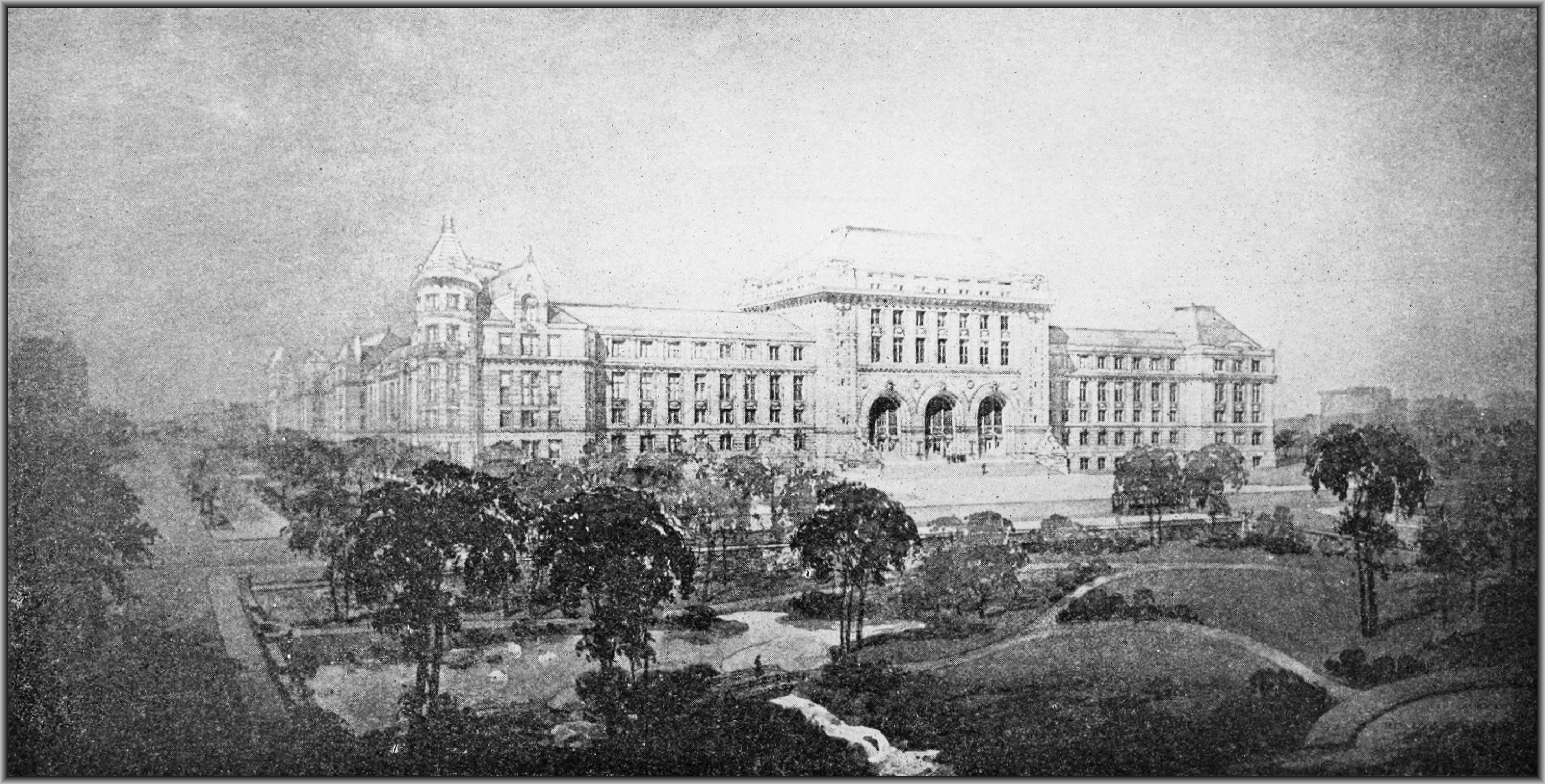
Проект будівлі Американського музею природної історії

У 1873 році Вокс і Моулд представили проєкт нової будівлі для нового Американського музею природної історії. Монументальна споруда, яка своїми розмірами в три рази перевершує розміри Британського музею, повинна була повністю зайняти Манхеттенську площу (Manhattan square) біля західного кордону Центрального парку. Будівлю довжиною 850 футів (260 м) і шириною 650 футів (200 м) пропонувалося створити з чотирма замкнутими двориками, утвореними в результаті споруди внутрішніх галерей у формі рівностороннього (грецького) хреста; центр споруди повинна була прикрасити ступінчаста вежа, на зразок купола Капітолію. Архітекторам вдалося звести лише одну з дванадцяти секцій будівлі, фасадами звернену у внутрішні дворики. Закінчена в 1877 році, вона збереглася до нашого часу, проте її не видно з боку вулиць через інші, так як заважають інші споруди, збудовані пізніше. Це неоготична п'ятиповерхова будівля з типовим для Моулда червоно-білим цегляним облицюванням. Вікна четвертого поверху і вікна мансарди мають форму флорентійських арок і облямовані білою цеглою. Сучасники вважали дизайн Вокса і Моулда застарілим і таким, що нагадував фабричну споруду, у зв'язку з чим замовлення на подальше будівництво віддали іншим авторам.
Аналогічна історія сталася зі зведенням будівлі для Музею мистецтв Метрополітен, яке також було доручено Вокс і Моулд. Проєкт споруди мав схожу з музеєм природничої історії структуру, але замість центральної вежі пропонувалося звести Куполи у формі правильних восьмикутників над залами на перетині секцій. У 1870 році архітектори підготували детальний план галерей, в якому особлива увага приділялася арковим прорізам у флорентійському стилі та рельєфним зображенням херувимів, а також даху зі скла і металу. Головний вхід у музей розташовувався з боку парку. У 1872 році, коли план будівництва музею був уже остаточно підготовлений, рада директорів ухвалила рішення про його суттєву зміну: замість довгих картинних галерей пропонувалося розпочати будівництво просторого холу з високими стелями для скульптур і великогабаритних експонатів, якого не було в первісному варіанті. Швидко підготовлений новий проєкт мав суттєві спрощення, а також включав тимчасові елементи, як-от балкони і дерев'яні сходи, які пропонувалося перебудувати під час наступної фази будівництва. Як і з музеєм природної історії, керівництво визнало роботу Вокса і Моулда такою, що не відповідала модним течіям, і відмовилося від подальшої співпраці. Нині сліди роботи Вокса і Моулд збереглися лише в залі колекції Роберта Лемана, і залі європейської скульптури та декоративного мистецтва.

### Останні роки
Ще на стадії будівництва будівлі музею Метрополітен навесні 1874 року Моулд був звільнений із поста головного архітектора Департаменту парків Нью-Йорка, яку він займав попередні чотири роки. Розуміючи, що новій раді директорів не потрібні його послуги, майстер прийняв пропозицію залізничного магната Генрі Мейгса (Henry Meiggs) відправитися у Ліму, де треба було потрібно побудувати парк Parca de Recerva. Моулд пропрацював у столиці Перу з 1875 по 1879 рік і повернувся назад у Нью-Йорк лише після несподіваної смерті свого роботодавця і початку Другої тихоокеанської війни. У 1883 році влада Нью-Йорка запропонували архітектору позицію в парку Морнингсайді в Гарлемі, де він і пропрацював аж до своєї смерті в 1886 році. Останньою відомою роботою майстра став надгробок президента США Улісса Гранта в Ріверсайд-парку, який потім був замінений на мавзолей. Поховали архітектора на грін-вудьському кладовищі у Нью-Йорку.

## Особисте життя
Джейкоб Моулд не одружувався, але мав незареєстровані шлюбні відносини з Мері Елізабет Делі (Mary Elizabeth Daly), які тривали протягом всього нью-йоркського періоду аж до самої смерті архітектора. У консервативному суспільстві Нью-Йорка XIX століття, в якому переважали вікторіанські моральні принципи, така поведінка вважалася вкрай поганою і багато американців відмовлялися від неформальних відносин з архітектором. Він також нерідко позичав гроші у своїх товаришів і не поспішав їх повертати, що також було непристойним у ті часи. Сучасники описували Джейкоба як ексцентричну, але глибоко талановиту особистість, що веде богемний спосіб життя. Крім своєї професії, Джейкоб був завзятим гравцем на роялі й органі. До свого переїзду в Америку він також перекладав Англійською лібрето опер Глюка, Моцарта, Бетховена, Россіні, Шпора і Верді.

## Галерея

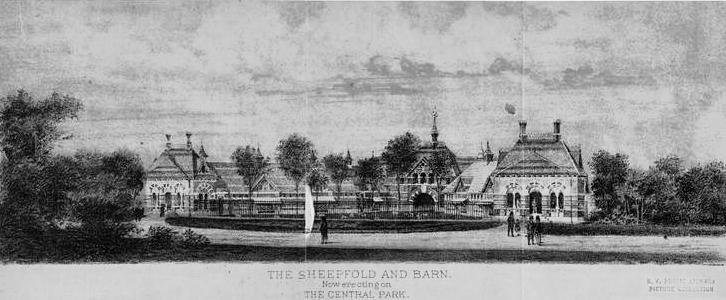
Будівля кошари Центрального парку в 1899 році
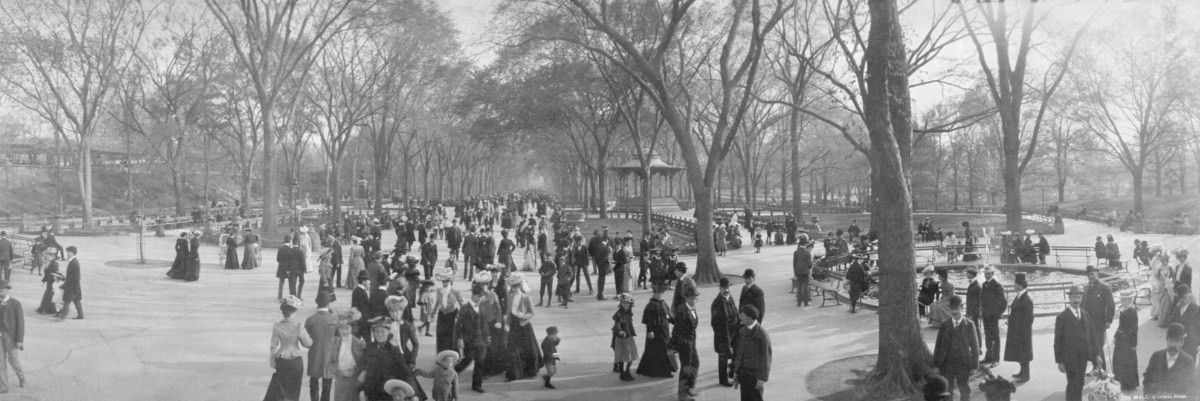
Еспланада Молл в 1902 році. Добре видно Оркестрову естраду
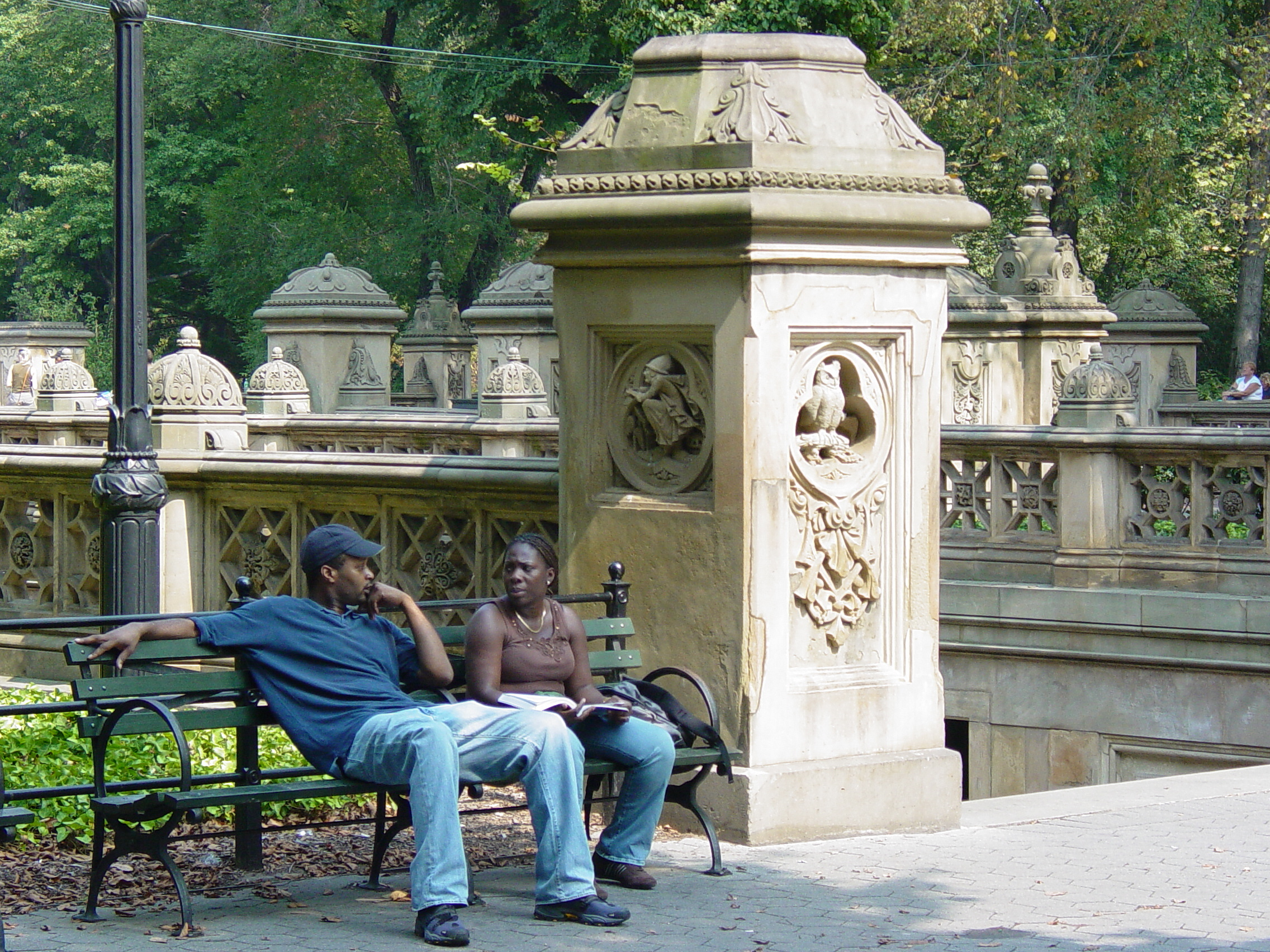
Стовпчики біля сходів із зображенням нічних символів
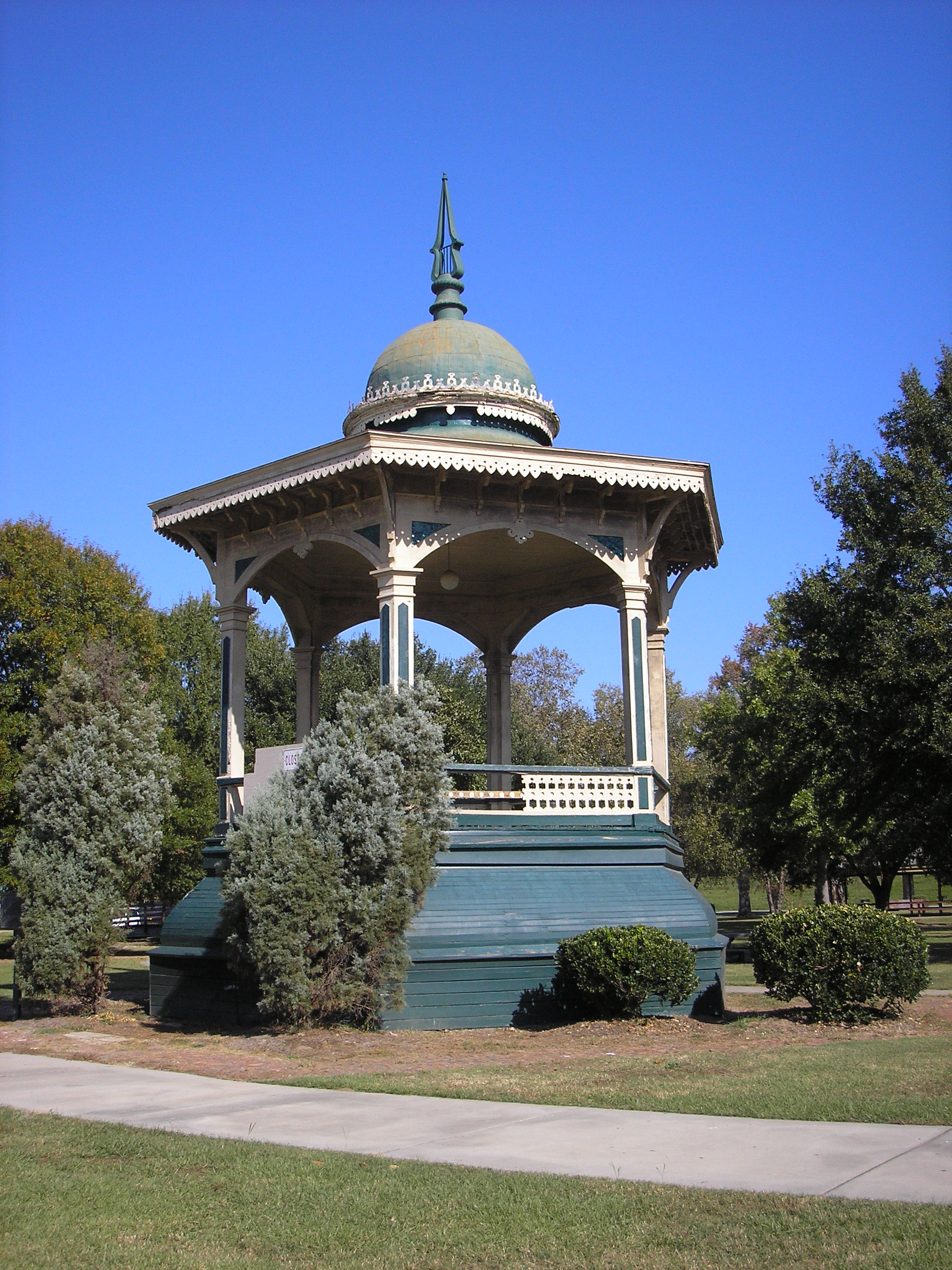
Оркестрова естрада в 2012 році